# Madrigal (Louis Aubert)
Pour les articles homonymes, voir Madrigal (homonymie).
Madrigal est une œuvre de Louis Aubert pour flûte et piano, composée en 1901. La partition est publiée la même année par les éditions Durand.

## Composition
Louis Aubert compose Madrigal en un mouvement pour flûte et piano en 1901. La partition est publiée la même année par les éditions Durand, ainsi que dans une transcription pour violon et pour violoncelle.

## Présentation
L'œuvre est un seul mouvement, Très modéré (sans lenteur) ( = 68) à 
. La durée d'exécution est d'environ 4 min 30 s.

## Analyse
Louis Vuillemin estime le Madrigal de Louis Aubert « dont la facture, d'une accomplie distinction, n'est pas sans rappeler la manière de Gabriel Fauré ». Vladimir Jankélévitch confirme cette impression : « le Madrigal op. 9 pour flûte et piano doit son charme très « bergamasque » à Fauré ; c'est la berceuse de Dolly et surtout l'ineffable suavité de la troisième Romance sans paroles qui revit dans ce Madrigal ».

## Discographie
- Stéphanie Moraly (violon), Romain David (piano) — Louis Aubert, Intégrale de l'œuvre pour violon et piano (Sonate pour violon et piano, Caprice, Aubade, Madrigal), Sillages..., Romances, Lutins, Trois esquisses, Azur AZC 166, Festival international Albert-Roussel, 22-25 septembre 2018 (premier enregistrement mondial).

### Monographies
- Marcel Landowski et Guy Morançon (préface de Henry Barraud), Louis Aubert, musicien français, Paris, Durand & Cie, 1967, 98 p.
- Louis Vuillemin, Louis Aubert : son œuvre, Paris, Éditions Durand, 1921, 72 p.

### Articles
- Vladimir Jankélévitch, Premières et Dernières Pages : Louis Aubert, Paris, Seuil, 1994 (1re éd. 1974), 318 p. (ISBN 2-02-019943-2 et 978-2-02-019943-8), p. 290-298